# 2. Westfälisches Husaren-Regiment Nr. 11

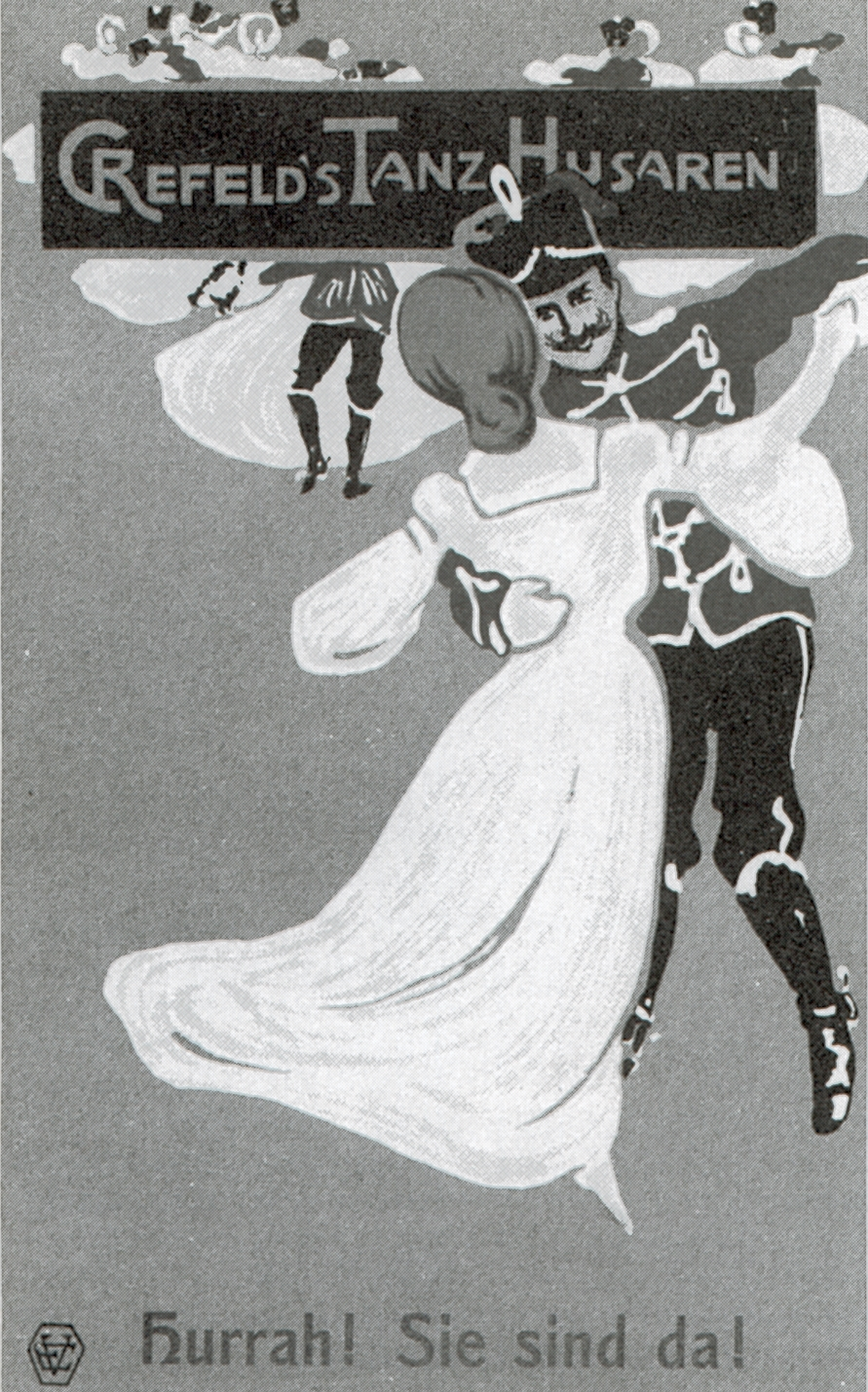
„Tanzhusaren“: Postkarte aus Anlass der Verlegung des Husarenregiments nach Krefeld (1906)

Das 2. Westfälische Husaren-Regiment Nr. 11 war ein Kavallerieverband der Preußischen Armee.

## Geschichte

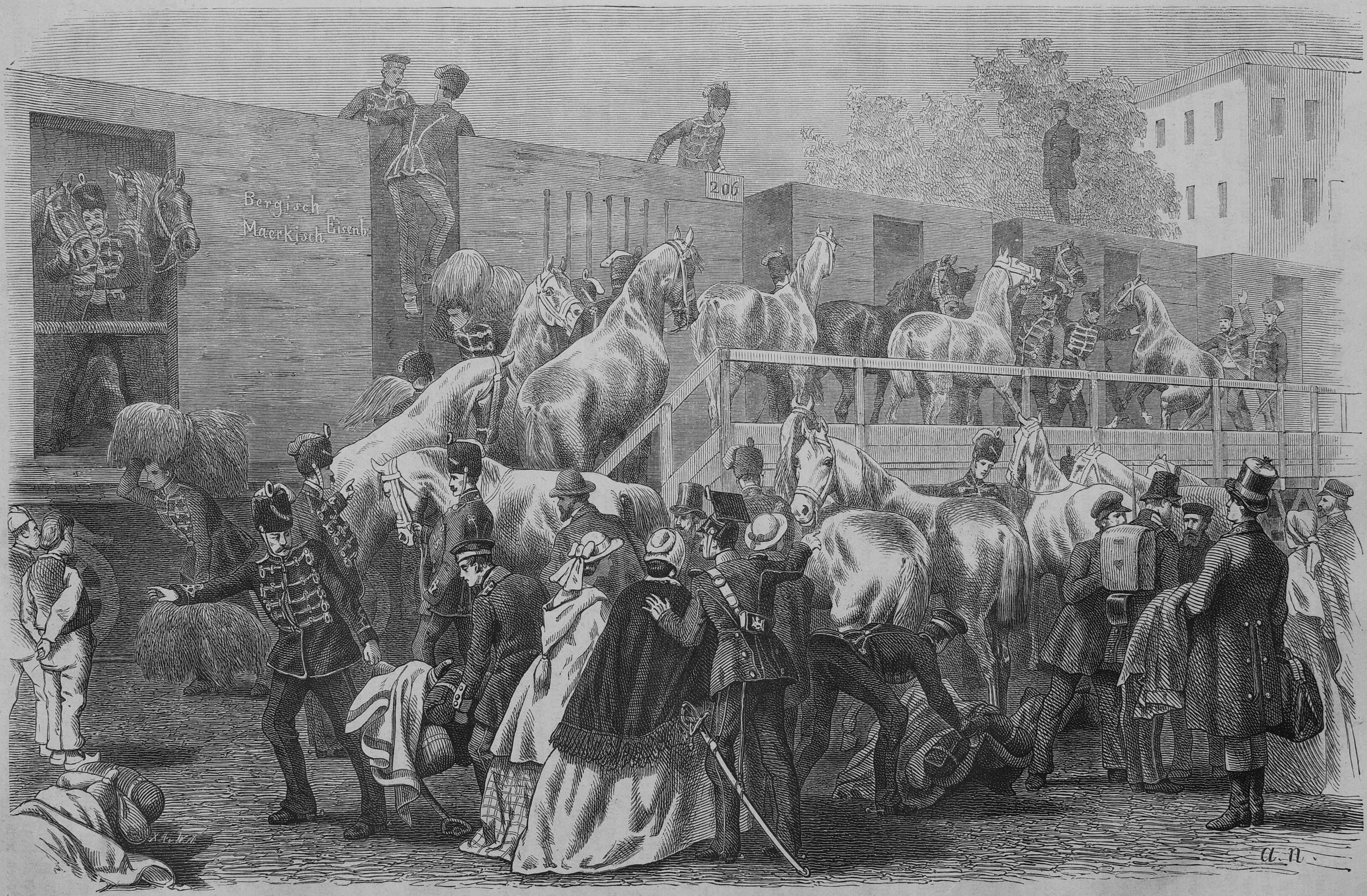
Arthur Nikutowski: Cavallerieverladung durch Hessenböcke, Verladung von Pferden des 2. Westfälischen Husaren-Regiments Nr. 11 in Waggons der Bergisch-Märkischen Eisenbahn zur Mobilisierung des preußischen Heeres im Deutschen Krieg, Illustration in der Zeitschrift Die Gartenlaube, Düsseldorf 1866

Der Verband wurde nach den Befreiungskriegen gegen Napoleon Bonaparte am 8. Dezember 1813 in Düsseldorf im gerade gebildeten Generalgouvernement Berg als „1. Husaren-Regiment“ aus den Resten der Kavallerie des ehemaligen Großherzogtums Berg aufgestellt. Im Jahre 1860 wurde das Regiment im Zuge einer weitgreifenden Umbenennung preußischer Regimenter umbenannt in „2. Westphälisches Husaren-Regiment (Nr. 11)“. Ab 1906 wurde das Regiment scherzhaft auch mit dem Spitznamen „Krefelder Tanzhusaren“ bedacht, nachdem es von Düsseldorf nach Krefeld verlegt worden war. Das Regiment war in Düsseldorf in der Neustadt an der Neusser Straße stationiert; für eine Eskadron wurde 1893 westlich der Roßstraße eine eigene Kaserne auf dem Grundstück des heutigen Landesbetriebs Information und Technik NRW gebaut. In Krefeld war dann das ganze Regiment in der neu errichteten Kaserne an der heutigen Westparkstraße stationiert.

## Umzug nach Krefeld

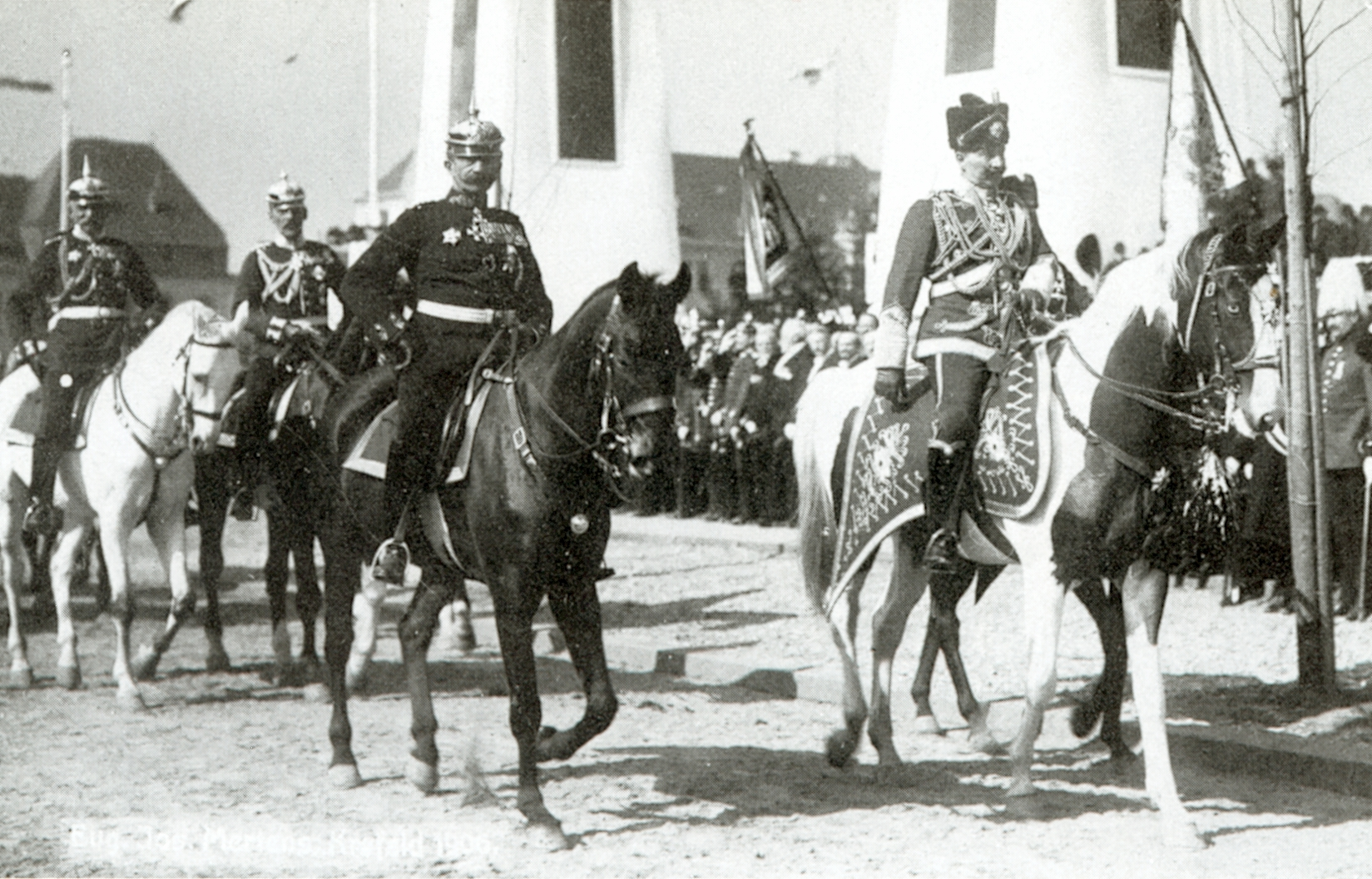
Am 2. April 1906 führte Kaiser Wilhelm II. das Regiment nach Krefeld.

Bei einem Besuch, den Kaiser Wilhelm II. der Stadt Krefeld zu deren 200-Jahr-Feier der Zugehörigkeit zu Preußen im Jahr 1902 abstattete, gab dieser scheinbar spontan das Versprechen ab, Krefeld zur Garnisonsstadt zu machen. Bei einem Festbankett hatten sich die Ehrenjungfern aus der Krefelder Oberschicht zuvor darüber ausgelassen, dass ihnen in Krefeld keine Tänzer zur Verfügung stünden. Daraufhin versprach der Kaiser, geeignete Tänzer zu schicken. Was man zunächst für einen Scherz gehalten hatte, wurde noch am gleichen Abend durch den kommandierenden General des VII. Armee-Korps, Moritz von Bissing, bestätigt. Die Generalität teilte per Telegramm mit, dass Krefeld eine Kavallerieeinheit bekommen werde und dass man Vorschläge für die Unterbringung erbäte.
Diese Zusage entwickelte sich im Reichstag zu einem handfesten Skandal. Man nahm an, dass diese Zusage wohl nur einer Laune des Kaisers entsprungen sei, und dass man nun sehr viel Geld aufwenden müsse, nur um einigen Damen einen Gefallen zu erweisen. Neben der fehlenden Gegenzeichnung durch den Reichskanzler oder den Kriegsminister widersprach der Entschluss auch dem Grundsatz, keine Garnisonen in große Industriestädte zu verlegen. Hinzu kam noch, dass man ein halbes Jahr zuvor beschlossen hatte, die Düsseldorfer Kaserne zu sanieren.
Die Schnelligkeit, mit welcher die Militärverwaltung schon bald konkrete Vorstellungen äußerte, deutete jedoch nicht auf einen lediglich spontanen Entschluss, sondern darauf, dass sich die Militärverwaltung schon vorher Gedanken über die Verlegung der Garnison nach Krefeld gemacht hatte. Der Kaiser hatte den Besuch in Krefeld lediglich zum Anlass genommen, den schon feststehenden Entschluss auf etwas ungewöhnliche Weise zu verkünden.
Für Krefeld bedeutete die Verlegung angesichts einer erneuten Krise der Textilindustrie eine Belebung der heimischen Wirtschaft, sodass man sich entschloss, die Kosten in Höhe von vier Millionen Mark für den Bau der Kaserne zu übernehmen, was dann auch die letzten Kritiker überzeugte. 1904 erfolgte schließlich die Grundsteinlegung, und am 2. April 1906 führte Kaiser Wilhelm persönlich an der Spitze reitend das Regiment in die Stadt. Auf dem Bissing-Platz (heute Konrad Adenauer-Platz) übergab er das Regiment mit den Worten: Der Stadt habe ich ihre Garnison gebracht und den jungen Damen ihre Tänzer.
18.000 ehemalige Soldaten und 100.000 Besucher wohnten dem Ereignis bei. Die Bevölkerung verlieh den Soldaten den Namen Tanzhusaren, unter welchem sie schließlich im ganzen Reich bekannt wurden.

## Regimentschef
| Dienstgrad | Name                               | Datum                               |
| ---------- | ---------------------------------- | ----------------------------------- |
|            | König Wilhelm III. der Niederlande | 07. Juni 1855 bis 23. November 1890 |
|            | Erzherzog Otto von Österreich      | 15. April 1896 bis 1. Oktober 1906  |
|            | Karl von Österreich                | 02. Dezember 1914 bis Auflösung     |

## Kommandeure

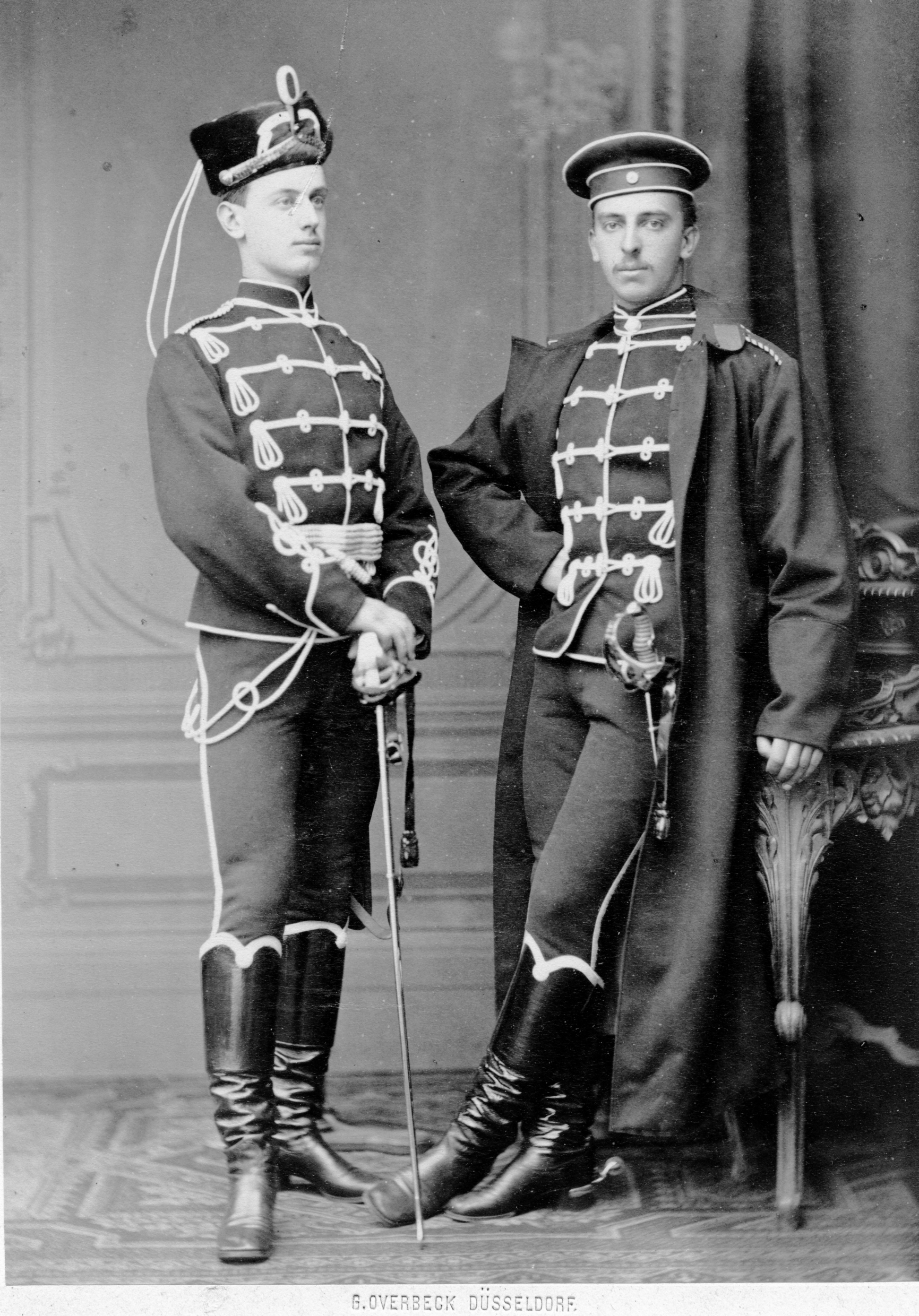
Uniformen um 1875

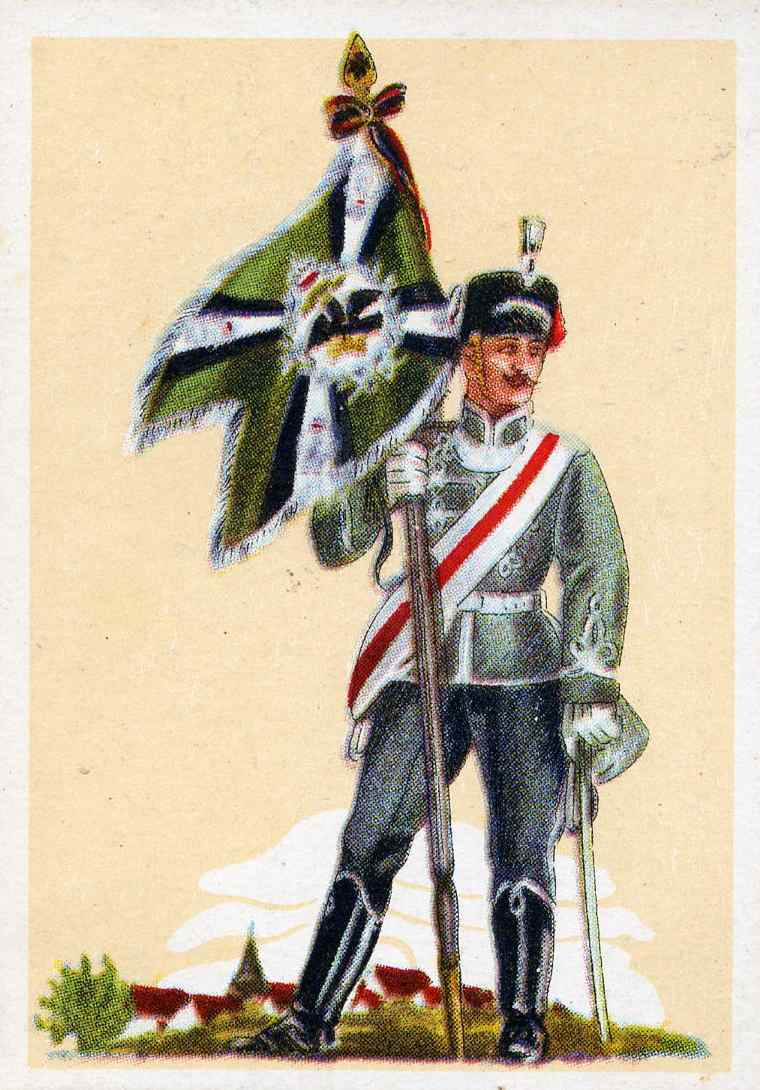
Uniform und Standarte um 1906

| Dienstgrad                  | Name                                    | Datum                                                                            |
| --------------------------- | --------------------------------------- | -------------------------------------------------------------------------------- |
| Major                       | Alexander von Romberg                   | 29. März 1815 bis 10. Mai 1816                                                   |
| Major/Oberstleutnant/Oberst | Karl Heinrich von Czettritz und Neuhaus | 11. Mai 1816 bis 30. November 1823                                               |
| Major                       | Anton von Glaser                        | 01. Dezember 1823 bis 7. September 1824 (mit der Führung beauftragt)             |
| Major/Oberstleutnant/Oberst | Anton von Glaser                        | 08. September 1824 bis 14. Oktober 1834                                          |
| Major                       | Carl Friedrich Freiherr von Forstner    | 4. April 1835 bis 30. März 1836 (aggregiert und ad interim Führer des Regiments) |
| Major/Oberstleutnant/Oberst | Carl Friedrich Freiherr von Forstner    | 30. März 1836 bis 17. Juli 1839                                                  |
| Oberstleutnant/Oberst       | Heinrich von Heydebrand und der Lasa    | 18. Juli 1839 bis 29. März 1844                                                  |
| Major/Oberstleutnant/Oberst | Karl von Lebbin                         | 30. März 1844 bis 17. April 1850                                                 |
| Major/Oberstleutnant/Oberst | Wilhelm von Schlichten                  | 18. April 1850 bis 9. Juni 1856                                                  |
| Major/Oberstleutnant        | Wilhelm Alexander von Salisch           | 10. Juni 1856 bis 3. April 1857                                                  |
| Major/Oberstleutnant/Oberst | Wolf von Pfuel                          | 30. April 1857 bis 1. Juli 1862                                                  |
| Oberstleutnant/Oberst       | Gustav Waldemar von Rauch               | 02. Juli 1862 bis 14. September 1866                                             |
| Oberstleutnant/Oberst       | Karl von Witzendorff                    | 17. September 1866 bis 30. November 1869                                         |
| Major/Oberstleutnant        | Karl von Eller-Eberstein                | 11. Dezember 1869 bis 9. März 1870 (mit der Führung beauftragt)                  |
| Major/Oberstleutnant        | Karl von Eller-Eberstein                | 10. März 1870 bis 10. November 1871                                              |
| Major/Oberstleutnant        | Gustav von Griesheim                    | 12. Dezember 1871 bis 13. März 1875                                              |
| Oberst                      | Hugo von Saldern-Ahlimb                 | 16. März 1875 bis 4. August 1876                                                 |
| Major/Oberstleutnant/Oberst | Günther von der Groeben                 | 05. August 1876 bis 25. März 1885                                                |
| Oberstleutnant/Oberst       | Adolf von Michaelis                     | 26. März 1885 bis 13. Dezember 1889                                              |
| Oberstleutnant/Oberst       | Bernhard von Britzke                    | 14. Dezember 1889 bis 25. Mai 1893                                               |
| Oberstleutnant/Oberst       | Hugo von Itzenplitz                     | 26. Mai 1893 bis 19. Juli 1897                                                   |
| Oberst                      | Franz Miketta                           | 20. Juli 1897 bis 15. Februar 1901                                               |
| Oberst                      | Friedrich Schimmelpfennig von der Oye   | 16. Februar 1901 bis 18. Oktober 1905                                            |
| Oberstleutnant/Oberst       | Adolf von Storch                        | 19. Oktober 1905 bis 20. April 1911                                              |
| Oberst                      | Egmont von Websky                       | 21. April 1911 bis 1. April 1912                                                 |
| Oberstleutnant/Oberst       | Bruno von Gillhaußen                    | 02. April 1912 bis 23. Januar 1917                                               |
| Major                       | Friedrich zu Waldeck-Pyrmont            | 24. Januar 1917 bis 31. Dezember 1918                                            |

## Bekannte Regimentsangehörige

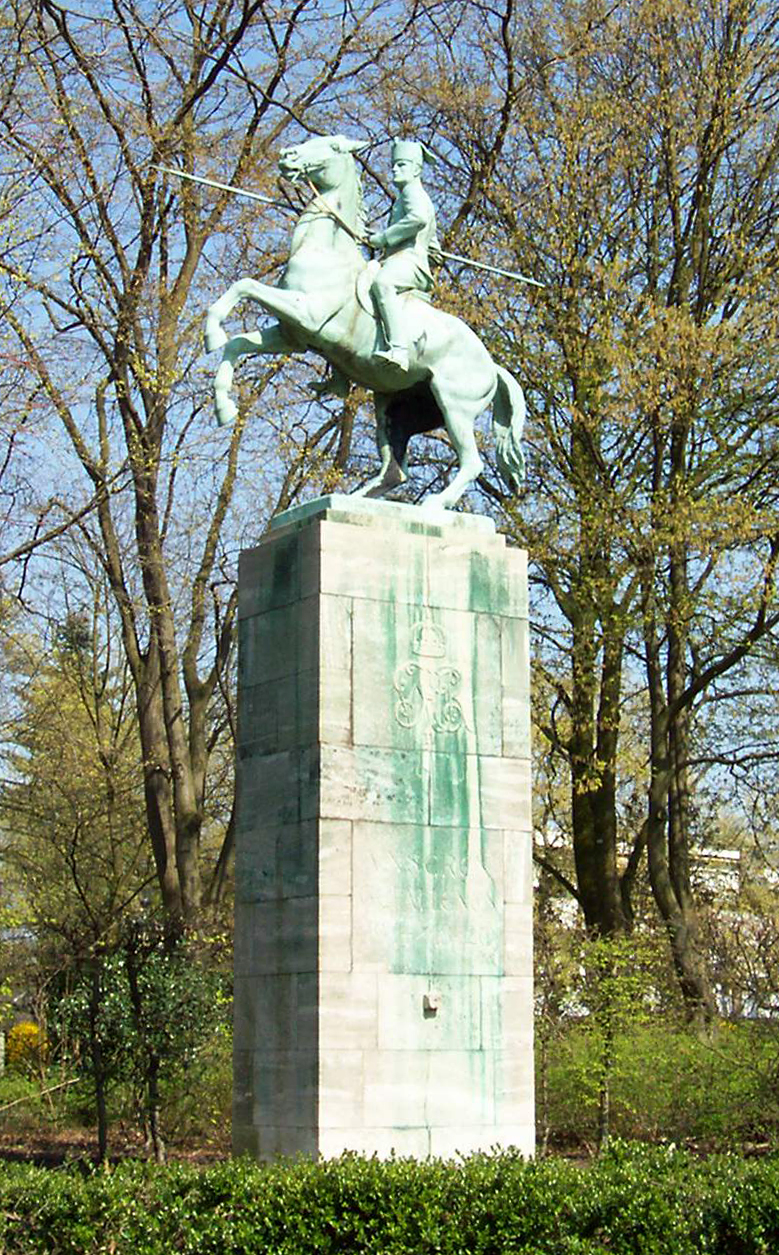
Denkmal für die gefallenen Tanzhusaren in Krefeld, Walther Wolff (1929)

- Benno von Achenbach (1861–1936), Sohn des Landschaftsmalers Oswald Achenbach, Maler, Fahrkunst-Lehrer und Leiter des Fahrstalls Wilhelms II.
- Maximilian Achenbach (1851–1898), Sohn des Landschaftsmalers Andreas Achenbach, Architekt und Opernsänger
- Armand von Ardenne (1848–1919), Urbild der Romanfigur „Baron von Innstetten“ in Fontanes Effi Briest, Großvater von Manfred von Ardenne
- August Wilhelm Julius von Bismarck (1849–1920), Cousin 3. Grades des Reichskanzlers Otto von Bismarck, Offizier und Pferdezüchter
- Peter Greeff (1865–1939), Landschaftsmaler
- Georg Oeder (1846–1931), Maler, Kunstsammler und Ehrenbürger der Stadt Düsseldorf
- Hans Piekenbrock (1893–1959), Generalleutnant
- Felix zu Salm-Salm (1828–1870), Fürstensohn und Abenteurer
- Georg zu Schaumburg-Lippe, Erbprinz von Schaumburg-Lippe
- Johann Josef Scotti (1787–1866), Oberjäger, später preußischer Regierungssekretär in Düsseldorf
- Werner Voß (1897–1917), Jagdflieger